# Volker Römheld
Volker Römheld (* 22. November 1941 in Schwaig bei Nürnberg; † 27. November 2013 in Stuttgart) war ein deutscher Agrarwissenschaftler, Pflanzenphysiologe und Bodenbiologe an der Universität Hohenheim.

## Leben und Wirken
Der Schulausbildung folgte ein Chemieingenieurstudium am Ohm-Politechnikum in Nürnberg und eine Tätigkeit im Forschungslaboratorium des pharmazeutischen Betriebs Dr. R. Pfleger Chemie, Bamberg (1960–1964). Einer Gärtnerlehre in Kassel mit Gehilfenprüfung 1966 folgte das Studium des Gartenbaus an der Technischen Universität Berlin (1966–1970). Als Stipendiat der Studienstiftung des Deutschen Volkes besuchte er 1971–1972 die Universität Leeds und arbeitete dort im Botanischen Institut bei H.W. Woolhouse zum Thema: Eisenaufnahme bei unterschiedlich chloroseresistenten Ökotypen. Nach der Rückkehr wurde er 1972 Wissenschaftlicher Assistent am Institut für Pflanzenernährung an der Technischen Universität in Berlin, setzte die Forschungen fort und wurde dort 1979 mit der Dissertation: Mechanismus der Aufnahme und Verlagerung von Eisenchelaten bei höheren Pflanzen zum Dr. sc. agr. promoviert.
1979 trat er als Wissenschaftlicher Mitarbeiter in das Institut für Pflanzenernährung der Universität Hohenheim ein. Es folgte 1988 die Habilitation mit Lehrbefugnis für das Fach Pflanzenernährung und 1992 die Berufung zum Professor für Pflanzenernährung. Ab 1996 war er gleichzeitig Gastprofessor an der Zheijang Agricultural University, Hangzhou, Volksrepublik China. Seit 2006 war Volker Römheld Professor im Ruhestand.

## Forschungsschwerpunkte
Funktion, Aufnahme und Düngung von Mikronährstoffen, genotypische Unterschiede in der Nährstoffaneignung (insbes. P und Mikronährstoffe); Bedeutung von Bioeffektoren, Rhizosphärenprozessen für Nährstoffaneignung und Pflanzengesundheit; Pflanzenernährung im ökologischen Landbau, Pflanzenernährung in den Tropen und Subtropen, Umweltaspekte bei der Düngung (Stickstoff, Schwermetalle); Phytoremediation, Recycling von landwirtschaftlichen und industriellen Abfall- und Reststoffen;
Wissenschaftliche Kooperationen mit England, Ungarn, Israel, USA, Kanada, Japan, China, Brasilien, Thailand, Neuseeland.

## Veröffentlichungen
Römheld war an ca. 300 Publikationen vor allem in internationalen wissenschaftlichen Fachzeitschriften beteiligt.

## Ehemalige Mitgliedschaften und Ehrenämter
- Deutsche Gesellschaft für Pflanzenernährung (DPG)
- Deutsche Bodenkundliche Gesellschaft (DBG)
- Society of Experimental Botany (SEB)
- American Society of Plant Physiology
- American Society of Agronomy
- American Society of Soil Sciences
- American Society of Crop Sciences

Mitglied in der Schriftleitung:
- J. Plant Nutrition
- Bio Metals
- Plant and Soil
- Biology and Fertility of Soils

Regelmäßiger Gutachter für folgende Zeitschriften:
- Plant Physiology
- New Phytologist
- J. Plant Nutr. Soil Sciences
- J. Exp. Botany
- Scientia Horticulturae
- Vitis
- J. Plant Physiology